# Minibridzs
A minibridzs (angolul minibridge) a bridzs kártyajáték egyszerűsített változata, amelyet az 1990-es években vezettek be Európában a kezdő bridzsjátékosok oktatási segédeszközeként. A minibridzs minden részlete a valódi bridzsben is érvényes.
Négyen játsszák 52 lapos francia kártyával, dzsóker nélkül, melynek összes lapját igazságosan kiosztják a játszma elején. A két szemben ülő játékos - Észak, Dél, illetve Kelet, Nyugat - párt alkotva küzd a másik pár ellen. Egy ütés négy lapból áll: mind a négy játékos 1-1 lapjából. Az ütést az viszi, aki a legmagasabb rangú lapot teszi.
A cél: minél több ütést vállalni és szerezni a lehetséges 13-ból.

## Játék menete
Osztás: Az 52 lapos kártyapaklit kiosztja az osztó (dealer) mindenkinek sorra egyet-egyet, az óramutató járásával megegyező irányban, összesen 13 lapot adva.
A játékosok a lapjaikat elrendezik, szín – pikk (♠, spade), kőr (♥, heart), káró (♦, diamond), treff (♣, club) – és nagyság – ász (Ace), király (King), dáma (Queen), bubi (Jack), 10, 9, 8, 7, 6, 5, 4, 3, 2 – szerint.
| Lap    | A | K | Q | J | 10–2 |
| ------ | - | - | - | - | ---- |
| Értéke | 4 | 3 | 2 | 1 | 0    |

Mindenki értékeli a saját lapjait (hand), itt csak a nagy lapok, vagyis a honőrök (honour cards) számítanak: ász (Ace) 4 pont, király (King) 3 pont, dáma (Queen) 2 pont, bubi (Jack) 1 pont értékű. Összesen 10 pont van színenként és 40 pont összesen (High-card points, HCP). Az osztóval kezdve bemondja mindenki, hány figurapontja van. Pl.: 9-9-14-8.
Az erősebb vonalon – 20-20 pont esetén az Észak-Dél vonalon – az erősebb kéz lesz a felvevő (declarer), ő állapíthatja meg a felvételt (contract), és játssza is azt le. A felvevő partnerének neve az adott játszmában az „asztal” (dummy). A másik két játékos az „ellenjátékosok” (defenders). Ezután a felvevő partnere az összes lapját rendezve leteríti az asztalra (néhány játékverzióban ezt csak az első ütést követően teszi meg). Ő ebben a játszmában gyakorlatilag nem játszik, azt fogja betenni, amit a partnere (a felvevő) kér.

| Páros összpontszáma | Várható ü.sz.(NT) | Várható ü.sz.(van adu) |
| ------------------- | ----------------- | ---------------------- |
| 21-22               | 7                 | 7-8                    |
| 23-24               | 8                 | 9                      |
| 25-26               | 9                 | 10                     |
| 27-28               | 10                | 11                     |

A Felvétel (contract). A felvevő dönt az adu (trump), az ütésszám és a pontszámvállalás (GAME/PART SCORE) tekintetében. A felvétel a következőkből áll: a (6-on felül) vállalt ütésszám és az aduszín (vagy adu nélküli, azaz no trump, NT játék) megnevezése, ami mellett a felvevő játékos a fenti ütésszámot elvállalja. (Pl.: 4♠ esetén 10 ütést vállal a partnerével pikk adu mellett. 3NT: 9 ütést vállal, és adu nélkül menjen a lejátszás). A felvételhez a következőket veszi figyelembe a felvevő:

| Adu             | PART SCORE | GAME |
| --------------- | ---------- | ---- |
| No trump        | 7          | 9    |
| Pikk vagy Kőr   | 7          | 10   |
| Káró vagy Treff | 7          | 11   |

- Aduszínvállalás (denomination): 8 lapos színtalálkozás (fit) pikk vagy kőr – major színű lapok (major suit) – esetén, egyébként NT.
- Ütésszámvállalás: az adutól és a pontok összegétől függően.
- Gémbemondás (GAME): legalább 25 HCP esetén 9-11 ütést (tehát legalább 100 ütésértékpontot) vállal a felvevő. Ez alatt: az ütések több mint felét (azaz legalább 7-et) vállalja vinni a felvevő (PART SCORE).

Indító kijátszás (opening lead), az ellenjáték legfontosabb mozzanata. A felvevőtől balra ülő játékosnak kell először hívni (lead). Utána mindig a balra ülő következik.
Lejátszás. Lemegy a 13 ütéskör (trick). Egy szabály van: a hívott színnel azonos színű lapot kell tenni (follow suit). Nincs felülütési kényszer, tehát a szín bármely lapját le lehet tenni egy ütéshez. Ha egy játékosnak nincs ilyen színű lapja, akkor tetszőleges lapot tehet. Ekkor aduval lehet ütni, de „adukényszer” sincs. Az adu szín (trump suit) bármelyik lapja az összes többit üti.
Az ütést az viszi, aki a legmagasabb rangú lapot teszi, ő hív először a következő ütéshez. Ütéskor lefordítják a saját lapot a játékosok maguk elé. Ha nyertes, függőleges, ha nem, vízszintes helyzetben. A játék végén így megszámolható az ütésszám.

## Értékelés
| Adu             | Ütésszám | Pontérték       | Jutalompont | Összesen |
| --------------- | -------- | --------------- | ----------- | -------- |
| No trump        | 9        | 40+30+30 (=100) | +300        | 400      |
| Pikk vagy kőr   | 10       | 4 x 30 (=120)   | +300        | 420      |
| Káró vagy treff | 11       | 5 x 20 (=100)   | +300        | 400      |

Az ütések után a felvevő vonal pontokat kap. Az első hat ütés után nem jár pont. No trump esetén a hetedik ütés után jár 40, a továbbiak után 30 pont. Pikk, vagy kőr adu esetén 30 pont, káró, vagy treff esetén 20 pont jár minden ütés után.  Ha a felvevő nem ütött annyit, mint amennyit vállalt, nem kapnak pontot, ekkor az ellenjátékosok kapnak annyiszor 50 pontot, ahány ütés hiányzott a teljesítéshez.
Gémjutalom jár (+300 pont), ha a vállalás elérte a 100 pontot. Töredékjutalom (PART SCORE), azaz + 50 pont jár a teljesítésért, amennyiben a vállalás 100 pont alatti volt.
Így a minibridzs fő célja a gémjutalmak begyűjtése. A minibridzs pluszváltozatában SMALL/GRAND SLAM jutalom, azaz +500/+750 pont jár 12 vagy 13 ütés elvállalásáért és teljesítéséért, ezek azonban igen ritkán fordulnak elő.
Amelyik vonal elsőnek eléri az 1000 pontot, az a játék győztese. Ha a játszma végén mindkét oldal eléri az 1000 pontot, a magasabb értékű győz.

## Online játszható minibridzs
- https://dkmgames.com/minibridge/index.php
- https://acbl.org/minibridge/